# 王三聘 (嘉靖乙未進士)
王三聘（1501年—1577年），字夢莘，陝西西安府盩厔縣人，民籍，明朝政治人物、學者。王三聘讀書，只講求大義，不註重章句，文章頗有韓愈、蘇軾諸家之風。

## 生平
父親王玉，因被人誣陷而含恨去世，贈南京大理寺評事。王三聘此時10歲，母親辛氏25歲。辛氏含辛茹苦，奉養老人，撫育孩子，竭力供養王三聘讀書，孀居40年，因王三聘知名而獲封為孺人。
嘉靖十年（1531年）辛卯科陝西鄉試舉人，十四年（1535年）乙未科進士，授大理寺評事，出為河南按察司僉事。王三聘用心整治，制定規則，深得人們敬重，母親去世後，王三聘守喪三年，服闋後改任四川按察司僉事，適逢當地少數民族起義，王三聘招撫義軍中的流民，發展生產，使社會得以安定，卻被人抨擊為怯懦，於是他憤然離職，回歸故里。
王三聘家住房破舊，僅能遮蔽風雨，但他仍急公好義周濟鄉親。盩厔陽化河長期淤積，水流不暢，泛濫成災，王三聘觀察地形，組織人力，修理河道，使洪水暢達渭河，水患止息；盩厔未修縣志，王三聘請示知縣，自己組織編修；他設立義學，從鄉親子弟中充弟子員者作為一個等級，講習文藝；8歲至15歲的作為另一個等級，誦習小學；王三聘還購置義田，扶助親族中貧困不能自給者。

## 著作
王三聘回鄉30年間，著有《五經集錄》、《小學集註》、《性理字訓》、《三字經訓解》、《字學大全》、《子史節錄》、《古今事物考》、《盩厔縣志》（參見《附錄．修志記》）、《禹貢註解》、《終南仙境志》、《養生日錄》。

## 家族
曾祖王連；祖父王宰；父王玉。母辛氏。慈侍下。